# Pine Grove (Virgínia Ocidental)
Pine Grove é uma cidade  localizada no estado norte-americano de Virgínia Ocidental, no Condado de Wetzel.

## Demografia
Segundo o censo norte-americano de 2000, a sua população era de 571 habitantes.
Em 2006, foi estimada uma população de 528, um decréscimo de 43 (-7.5%).

## Geografia
De acordo com o United States Census Bureau tem uma área de
1,0 km², dos quais 1,0 km² cobertos por terra e 0,0 km² cobertos por água. Pine Grove localiza-se a aproximadamente 228 m acima do nível do mar.

## Localidades na vizinhança
O diagrama seguinte representa as localidades num raio de 24 km ao redor de Pine Grove.